# 威靈仙
威靈仙（學名：Clematis chinensis，別稱：鐵腳威靈仙、鐵角威靈仙、鐵腳靈仙、鐵腳鐵線蓮、鐵耙頭、鐵掃帚、鐵威靈、鎮南威靈仙、南方威靈仙、中華威靈仙、華中威靈仙、華鐵線蓮、黑腳威靈仙、黑靈仙、黑鬚公、黑須公、黑老婆秧、黑木通、鐵靈仙、小木通、軟靈仙、杜靈仙、靈仙、青風藤 （秦岭）、青風藤根、青岡藤、青龍鬚、青龍須、老虎鬚 、老虎須、老君須、剪刀風、剪刀草、對子草、白錢草 （安徽）、藥王草、移星草、馬蹄草、仙花草、老牛仙、牛間草、牛九穿、牛杆草、山姜辣、山辣子、辣椒藤、搜山虎、聞鼻丹、烏頭力剛、百根草、百條根、七寸風、九成介、九芩串、九里火、滿山香、一把鎖、避蛇生、穿山甲及能消）為毛茛科鐵線蓮屬植物。模式標本採自於廣東黃埔。全株可作農藥。相傳，威靈仙是一種專治風濕痹痛及卡喉的草藥，《本草綱目》中原文記載為「威言其性猛，靈仙言其功神也」，由於它廣植於江南古寺威靈寺之內，及治病靈驗，故而得名威靈仙。

## 分佈
威靈仙現分佈於中國大陸、台灣、越南、日本琉球群島等地，中國大陸分佈於廣西（海拔160－1000米）、廣東、福建、貴州（海拔150－1000米）、雲南南部、安徽淮河以南、四川（海拔500－1500米）、湖北、湖南（海拔80－700米）、江蘇南部（海拔140－320米）、江西（海拔140－700米）、陝西南部（海拔1000米以下）、浙江及河南等省份，長於田基、溝邊、路邊草叢、山坡、山谷灌叢中及路旁。

## 形態特徵
威靈仙是一種半常綠多年生落葉藤本植物，木質，全株暗綠色，乾後變為黑色，長達數米。鬚根叢生，多而細長，細長圓柱形，外皮淺黃色，內為白色，咀嚼時帶有辛辣味；莖幼時疏披短柔毛，後漸脫落，具細縱棱，長約3－9米；小枝疏披短柔毛或近無毛，稍四棱形。

### 葉
葉為一回奇數羽狀複葉，對生，長約7－20厘米；小葉5枚，或有時小葉3－7枚；小葉薄紙質，狹卵形、卵形、卵狀披針形、卵狀橢圓形、卵狀三角形、三角狀卵形、卵圓形或線狀披針形，先端鈍至銳尖，有時微凹，基部圓形、截形、寬楔形至淺心形，全緣，兩面近無毛或背面及脈上疏披短柔毛，基出脈3－5條，兩面網脈皆不明顯，長約1.2－10厘米，寬約1－7厘米；葉軸上部及小葉柄扭曲；葉柄長約2.5－8厘米。

### 花
花常為圓錐狀聚傘花序，頂生或腋生，長約12－18厘米；花白色或綠白色，多數，花直徑約1－2厘米；花序軸具縱條紋；花梗纖細，中部以下近基部處常有一對線狀苞片，長約1－2厘米；萼片白色，4－5枚，長圓形或長圓狀倒披針形，花瓣狀，先端常凸尖，表面密披短柔毛，中央披短柔毛及外邊緣密生灰白色絨毛，內部無毛，開展，長約0.5－1.5厘米；無花瓣；雄蕊多數，無毛，短於萼片；花藥線形，藥室側向開裂，較花絲長兩倍；子房披灰黃色柔毛；花柱下部披緊貼的長柔毛，頂部及柱頭披短毛，細長；心皮4－6枚，密披柔毛。

### 果
果為瘦果，3－7枚，乾後變為黑色，扁平，寬橢圓形至卵形，略披伸展的白色柔毛，頂端披羽狀長毛，長約3－7毫米，寬約4毫米；宿存羽毛狀花柱，線形，披長柔毛，長約1.8－5厘米。

## 醫藥用途
威靈仙以乾燥的根及根莖入藥，中藥名為威靈仙，藥材主產於安徽、江蘇、江西、浙江等地，始載於《開寶本草》，《開寶本草》中原文記載為「威靈仙味苦，溫，無毒」；《生草藥性備要》中原文記載為「味苦辛，性溫。去酒毒、除痰，通五臟膀胱，消水腫，治足腫，腰膝冷痛。治折傷，諸般骨痛，煮酒飲即癒。語云：「黑腳威靈仙，骨見軟如綿。」其藤生如牛膝樣，能救婦人胎前產後，妙方宜炒食。」；《本草綱目》中原文記載為「威言其性猛，靈仙言其功神也」；味辛、鹹、微苦，性溫，小毒或無毒，歸膀胱經，可宣通臟腑、十二經絡，為中醫臨床用藥，具祛風除濕、通絡止痛、消骨梗、利尿、凡痰濕瘀阻甚或成積者都能祛除等功效，主治風寒濕熱、頭風、中風、痛風、風濕痹痛、頑痹、由風寒濕瘀阻之關節疼痛、屈伸不利、肢體麻木、筋脈拘攣、腳氣腫痛、痰飲積聚、黃疸浮腫、骨哽咽喉、瘧疾、癥瘕積聚、白喉、破傷風、膽結石、尿路結石及外用於腮腺炎及乳腺炎等症狀，對腰膝、腿腳疼痛，效果較為顯著。現代藥理研究表明威靈仙具抗菌、抗炎、抗腫瘤、抗瘧、降血壓、降血糖、促進膽汁分泌、鎮痛、解痙等作用，臨床應用於風濕性關節炎、慢性膽囊炎、腰肌勞損、外用於咽喉炎、足跟痛、牙痛等治療上。本品性走竄，久服易傷正氣，血虛而致的筋骨拘攣疼痛者禁用，氣虛血弱者、體虛氣弱者、陰虛有熱、無風寒濕邪者及孕婦忌服。新鮮全株可治咽喉炎及急性扁桃體炎，根部可治絲蟲病，外用可治牙痛。

## 藥材鑑定
中藥威靈仙以乾燥根及根莖入藥，於秋季採挖，清除泥沙等雜質後曬乾；本品根部呈細長圓柱形，表面黑褐色，具細縱紋，稍為彎曲，有的皮部脫落，露出黃白色木部，質地堅脆，容易折斷，長約7－20厘米，直徑約0.1－0.3厘米；根部乾時容易折斷，略呈方性，木部淡黃色，斷面皮部較廣，棕黃色，皮與木部間常有裂隙，易分離，具微臭味及微苦。根莖呈圓柱狀，橫生，表面淡棕黃色，頂端殘留木質化的莖基，下側及兩側著生多數細根，質地較堅韌，皮部常折斷，斷面纖維性，具隆起的節，長約1.5－10厘米，直徑約0.3－2厘米。飲片多為切碎；氣微，味淡；傳統經驗則認為以根粗、質堅實、斷面灰白色、條勻、地上殘基短者為佳。本種與同屬的棉團鐵線蓮（Clematis hexapetala ）及東北鐵線蓮（Clematis mandshurica）同收錄於《中國藥典》2005年版中，定為中藥威靈仙的法定原植物來源種之一，主要透過浸出物、性狀、顯微鑒別、齊墩果酸薄層對照等指標測定，以控制藥材的質量。

## 毒性
本品全株具毒性，毒性成份為靈仙新甙（英文：clematichinenoside）及皂甙，皂甙對腸胃道產生刺激，誤食可引致噁心、嘔吐、腹痛、腹瀉、頭暈等症狀，嚴重甚至死亡；皮膚接觸可引致接觸性皮炎 。

## 外部連結
- 威靈仙 Weilingxian （页面存档备份，存于） 藥用植物圖像數據庫 (香港浸會大學中醫藥學院) （中文）（英文）
- 威靈仙 中藥材圖像數據庫  (香港浸會大學中醫藥學院) （中文）（英文）
- 威靈仙 Wei Ling Xian （页面存档备份，存于） 中藥標本數據庫 (香港浸會大學中醫藥學院) （繁體中文）（英文）
- 青風藤 中藥材圖像數據庫  (香港浸會大學中醫藥學院) （中文）（英文）
- . 香港中藥聯商會.   [October 5, 2011]. （原始内容存档于2020-02-17）.
- . 台灣植物資訊整合查詢系統.   [October 5, 2011]. （原始内容存档于2016-04-04）.
- . 台灣野生植物資料庫.   [October 5, 2011]. （原始内容存档于2019-08-12）.
- . 台灣生物多樣性資訊入口網.   [October 5, 2011].[]
- （简体中文）. 中國植物圖像庫.   [October 5, 2011].[]
- （简体中文）. 中國自然標本館.CFH 物種相冊.   [October 5, 2011].[]
- （简体中文）. 植物通.   [October 6, 2011]. （原始内容存档于2019-08-12）.
- （简体中文）. 河南野生觀賞植物園.   [October 5, 2011].[永久]

 維基物種上的相關：威靈仙

## 延伸阅读
[在维基数据编辑]
 《欽定古今圖書集成·博物彙編·草木典·威靈仙部》，出自陈梦雷《古今圖書集成》
 《植物名實圖考·威靈仙》，出自吳其濬《植物名實圖考》